# Foot-lambert
Le foot-lambert ou footlambert est une unité de luminance du système d'unités de mesure américaines. Le foot-lambert est utilisé dans l'industrie du cinéma et de l'audiovisuel. L'unité SI est la candela par mètre carré (cd m−2).

## Définition
Le foot-lambert est la luminance d'une surface parfaitement réfléchissante et diffusante recevant un éclairement de 1 foot-candle.
{\displaystyle \mathrm {1\ fL={\frac {1}{\pi }}\ cd\ ft^{-2}\approx 3{,}426\ cd\ m^{-2}} }